# Chanel (песня)
«Chanel» ― сингл американского певца Фрэнка Оушена, выпущенный 10 марта 2017 года. Премьера «Chanel» состоялась во втором эпизоде Blonded Radio, которым владеет Фрэнк.

## Композиция
В песни Оушен упоминает о своей бисексуальности, сравнивая с логотипом французским домом моды Chanel и Коко Шанель, которая была бисексуалкой.

## Чарты
| Чарт (2017)                           | Высшая позиция |
| ------------------------------------- | -------------- |
| Канада (Billboard Canadian Hot 100)   | 72             |
| New Zealand Heatseekers (RMNZ)        | 2              |
| Великобритания (UK Singles Chart)     | 80             |
| UK R&B (Official Charts Company)      | 16             |
| США (Billboard Hot 100)               | 72             |
| США (Billboard Hot R&B/Hip-Hop Songs) | 30             |

## Сертификация
| Регион                                                                      | Сертификация | Продажи   |
| --------------------------------------------------------------------------- | ------------ | --------- |
| Дания (IFPI Danmark)                                                        | Золотой      | 45 000    |
| Великобритания (BPI)                                                        | Золотой      | 400 000   |
| США (RIAA)                                                                  | Платиновый   | 1 000 000 |
| Данные о продажах + прослушиваниях приведены только на основе сертификации. |              |           |